# Коронник жовтий
Коронник жовтий (Myiothlypis flaveola) — вид горобцеподібних птахів родини піснярових (Parulidae). Мешкає в Південній Америці. Його довгий час відносили до роду Коронник (Basileuterus), однак за результатами молекулярно-філогенетичного дослідження жовтий коронник і низка інших видів були переведені до відновленого роду Myiothlypis

## Опис
Довжина птаха становить 14,5 см. Довжина крила самця становить 6,3-6,7 см, довжина крила самиці 5,9-6 см. Верхня частина тіла, боки, шия і тім'я оливково-зелені. Крила темно-коричневі з оливково-зеленими краями. Обличчя і нижня частина тіла жовті. Над очима жовті "брови". Дзьоб чорний, лапи оранжеві.

## Підвиди
Виділяють п'ять підвидів:
- M. f. pallidirostris (Oren, 1985) — популяції Венесуели, Колумбії і Гаяни;
- M. f. flaveola Baird, SF, 1865 — популяції Бразилії, Болівії, Парагваю та Аргентини.

## Поширення і екологія
Жовті коронники поширені на південному сході Південної Америки, на сході і півдні Бразилії, на сході Болівії і Парагваю, на крайньому півночі Аргентини. Ізольовані популяції існіють також на півночі континенту, у Венесуелі, Гаяні, крайньому півночі Бразилії, в Колумбії. Жовті коронники живуть в сухих тропічних і субтропічних лісах, в галерейних лісах на висоті до 1000 м над рівнем моря. У Венесуелі вони живуть в гірських тропічних лісах на висоті до 1350 м над рівнем моря. Харчуються комахами і іншими безхребетними, яких шукає на землі. Гніздо розміщується на землі, в кладці 3 яйця.